# Carl Beines
Carl Beines (* 15. Dezember 1869 in Rheydt; † 8. Oktober 1950 in Bad Wörishofen) war ein deutscher Dirigent, Musikpädagoge und Komponist.

## Leben
Beines erhielt vom siebten Lebensjahr an Violinunterricht und unternahm im Alter von 13 Jahren eine Konzertreise durch Belgien und Holland. 1883 bis 1889 studierte er am Konservatorium in Köln bei Franz Wüllner. 1884 bis 1894 wirke er als 1. Geiger im Gürzenich-Orchester und dirigierte Gesangsvereine. Von 1894 bis 1909 war er als Dirigent und Gesangslehrer in Baden-Baden, Karlsruhe und Freiburg im Breisgau tätig, auch leitete er mit Richard Strauss und Felix Weingartner Musikfeste in Karlsruhe (1905), Baden-Baden (1906) und Freiburg (1910). 1909 siedelte er nach Freiburg über, wo er die Leitung des Oratorienvereins übernahm sowie ab 1911 der Concordia. Hier arbeitete er auch wieder als Gesangslehrer. 1915 bis 1917 arbeitete er als Gesangspädagoge zunächst in Berlin-Schöneberg, dann 1917 bis 1923 in München. Ab 1923 Vortragsmeister am Landestheater Darmstadt, ab  Oktober 1926 bis etwa 1944 Gesangsmeister (Lehrer für Stimmbildung und höheren Kunstgesang) an der dortigen Akademie für Tonkunst. Nach dem Krieg lebte er in Bad Wörishofen.

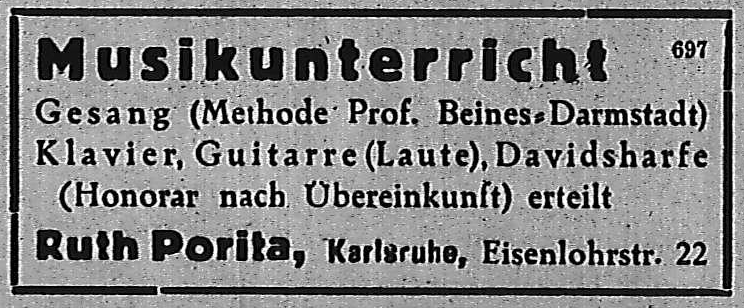
Methode Beines (1933)

Zu seinen Schülern gehörten Richard Tauber, Herbert Ernst Groh, Josef Herrmann und Joachim Sattler.
Er komponierte Lieder für Singstimme mit Pianobegleitung, Männerchöre, Chorwerke mit Orchester, Orchesterstücke sowie die Operette Die Gemsjagd, die 1909 in Barmen uraufgeführt wurde.
Carl Beines war verheiratet und hatte drei Töchter.

## Werke
- Wir saßen beisammen. Lied für eine Singstimme und Pianoforte.
- Komm! „Mein zitterndes Herz“. Lied für eine Singstimme und Pianoforte
- Liebesgrüße „Wie lieb ich dich“. Lied für eine Singstimme und Pianoforte
- Frühling zog ein. Lied für eine Singstimme und Pianoforte
- Des Zechers Lust am Rhein. Lied
- Die Gemsjagd. Operette. Ein „Krax'l-Schwank“ in 3 Akten von Emil Tschirch und Carl Weisenberg. Musik von Carl Beines. Op. 90. Bote & Bock, Berlin 1909. UA 28. November 1909; Barmen, Stadttheater.

## Schriften
- Der richtige und der falsche Gesangston: eine Lehre des Gesanges, ausgehend von den Grundgesetzen wahrer Kunst und deren Technik, und Lösung des Gesangsproblems auf der Grundlage des Totalitätsprinzips (das ist die Vereinigung körperlicher und geistiger Funktionen). Arnold, Darmstadt 1923.